# Hendrik II van Augsburg
Hendrik II (herkomst en afstamming onbekend - 3 september 1063) was bisschop van Augsburg van 1047 tot 1063.
Voor zijn aanstelling tot bisschop was Hendrik II lid van de Hofkapel van keizer Hendrik III en van 1046 tot 1047 leider van de Italische kanselarij, in dewelke de oorkonden, die het Italische deel van het Rijk betroffen, werden voorbereid. Zijn loopbaan is daarmee typisch voor het Ottoons-Salische Rijkskerkensysteem. Als bisschop van Augsburg was Hendrik verantwoordelijk voor de vergroting van de Dom van Augsburg en de bisschoppelijke Palts.
Hij werd door keizerin Agnes als raadsman aangesteld om haar bij te staan in haar regentschap voor haar minderjarige zoon keizer Hendrik IV. Deze beslissing werd door de andere vorsten afgekeurd, die in 1062 onder leiding van aartsbisschop Anno II van Keulen de zogenaamde Staatsgreep van Kaiserswerth pleegden en aldus zelf de macht achter de troon van de minderjarige keizer werden. Hendrik II zou hiermee zijn invloed zijn kwijtgespeeld en kort daarop zijn overleden.